# Odd Ivar Moen
Odd Ivar Moen (Fræna, 6 marzo 1955) è un dirigente sportivo ed ex calciatore norvegese, di ruolo difensore.

## Carriera
Dopo aver giocato nel Fræna, Moen è passato al Molde nel 1974. Il 1º ottobre 1975 ha avuto l'opportunità di esordire nelle competizioni europee per club: ha sostituito Stein Hestad nella sconfitta per 6-0 subita sul campo dell'Öster, in una sfida valida per l'edizione stagionale della Coppa UEFA.
Successivamente ha vestito la maglia del Fram Larvik, per poi tornare al Molde.
Ha lasciato l'attività agonistica nel 1987, a causa di un infortunio al ginocchio.
Ha totalizzato 5 presenze per la Norvegia under 19.
Il 23 febbraio 2016 Moen è diventato presidente del Molde.